# 那年，雨不停國
《那年，雨不停國》（英語：Year Of The Rain），為6集的臺灣電視劇，是公視擁抱青春靈魂最深處三部曲之首部曲，亦為臺灣首部關注莫拉克風災的電視劇。本劇由陳慧翎導演，吳建豪、洪天祥及塗百鋒製作，演員有簡嫚書、張書豪、張捷、柯淑勤、吳朋奉、謝瓊煖及蘇炳憲等。全劇於2010年3月7日下旬開鏡，4月殺青，並於5月15日至5月29日播出。

## 劇情簡介
2009年颱風莫拉克為臺灣多處地方帶來嚴重的水災，林雨菁位於高雄縣甲仙鄉的家，全村被土石流所淹埋，令雨菁失去了父親及阿嬤。由於雨菁當天往高雄市聽演唱會，雖然因此逃過災難，但難以接受家人突然離去的事實。
失去家人的雨菁出現嚴重的創傷後遺症，聽到雨聲便聯想起水災，所以下雨便急忙戴起耳機讓自己聽不到雨聲；害怕聽到水滴聲，見滴水的水龍頭便會關緊；睡覺時會夢到家園被淹埋而驚醒；會致電死去父親的手機，傾聽父親留言訊息，用手機向父親傾訴心情。雨菁的叔叔在災後三天接她一起居住，而居住地點卻偏偏是全臺灣最常下雨的東北角海岸。雖然叔叔視雨菁為家人，但相處才一個月，雨菁實在無法把他們視為家人，更何況從前的家人在還沒說再見便消失呢？父親生前喜歡吹奏、也曾教她吹奏的薩克斯風，成了她與父親的連結。
有一天雨菁踏單車時碰到下雨，撞進了張福海家的水果店。令福海看得傻眼的，是雨菁摔車跌得慘兮兮卻不呻吟或檢查傷口，而是坐在地上翻包包，掏出了耳機戴上，彷彿摔車與大雨都不存在於她的世界。剛好管樂社急於招收新成員，所以當雨菁偶然走到管樂社，拿起薩克斯風來吹奏時，福海發現雨菁的薩克斯風不僅相當有造詣，樂聲裡更有他從沒聽過的元素後，便希望這位與同學疏離的轉學生能加入管樂社。福海一直留心這位「撞車女」，在與明晃跟蹤雨菁到海邊，從海中撿拾到雨菁寫給她父親的信，明白到雨菁失去家人的經歷後，更希望能拯救她，亦對雨菁漸生情愫。
當雨菁向福海提出要見父親及阿嬤的願望時，福海與明晃商量後，決定找明晃懂心靈治療的表哥幫助雨菁實現願望。在聽到「只要用心吹奏爸爸教她吹奏的薩克斯風，總有一天他們會出現在妳面前」後，雨菁加入了學校的管樂社。在福海的愛護，加上與明晃同是失去家人的相惜與扶持下，雨菁投入了管樂社，開始逐步走出封閉。但這時，在雨菁幼年時離家出走的生母突然出現了。
雨菁母親知道女兒家裡遇上災難而回來，其實是為了女兒成年後可領到的遺產及補償金，以改善自己的生活。因學業成績不理想，叔叔決定不讓雨菁繼續參加管樂社，這對雨菁來說卻是切斷她能與父親及阿嬤見面的機會，於是她到台北找她母親。知道母親過著一團糟的人生，例如男朋友每次酒醉便找她要錢，要不到便打她後，雨菁想幫助母親，與母親搬出一起居住，憧憬著擁有新的家。在搬離前夕，她約福海到被土石流所淹埋的家園拜祭家人。福海目睹雨菁被掩埋的家園一片荒涼，才感到他自以為是地要拯救雨菁，實在是低估了雨菁可怕的經歷。離別在即，福海承諾未來會守護雨菁。
在相約好要接雨菁一起居住的那天，母親失約了，手機也接不通。雨菁到臺北找母親時，發現母親搬了家，經營的店舖亦已結束。雨菁認為自己被母親再次遺棄，對人的信心也失去，於是跑到海邊，把母親送她的薩克斯風肩帶丟到海中。此時福海不顧一切跳下海中為雨菁尋回肩帶，卻被海浪衝擊，撞傷頭部昏迷。
為了喚醒昏迷的福海，管樂社的成員帶來平日的練習錄音，不斷播放，福海的病情卻未見起色。憶起昔日福海對她百般包容與關懷的雨菁終於領悟到，除了過去，同樣要珍惜的，還有現在身邊看似瑣碎的關懷。於是她跑回管樂社取薩克斯風到福海昏迷的醫院前吹奏。彷彿中，雨菁似乎看到她死去的父親和阿嬤在看著她的演奏；最後，所有管樂社的成員也跑到醫院前，為共同目標而演奏…。

## 人物介紹

### 主要角色
| 演員   | 角色   | 介紹 | 集數  |

《那年，雨不停國》宣傳海報之二。

| 簡嫚書 | 林雨菁 | 17歲，暱稱菁菁，原就讀於高雄高中，與父親及嬤嬤一起，居住在高雄縣甲仙鄉，生母於她小時已離家出走。2009年颱風莫拉克帶來的雨災，令家園被土石流淹埋，父親及嬤嬤遇難，自己卻因往高雄市聽演奏會而逃過災難，更感難以原諒自己。水災後轉讀大同高中，與叔叔一家住在臺灣最常下雨的東北角海岸。雖然叔叔一家視她為家人，卻無法被取代她心中原來的家。 水災後出現嚴重的創傷後遺症。父親生前喜歡吹奏的薩克斯風，成了她與父親的連結，後經張福海及周明晃的幫助，加入了學校的管樂社，希望透過薩克斯風，可以與父親及嬤嬤見面。 生母出現後決定與母親同住，希望可重新擁有家的感覺，但卻因母親的失約，令她認為自己再次被母親遺棄。但由於張福海為挽回她對人的信心而幾乎喪命，令她領悟到要珍惜目前身邊關心她的人，後來也接受了母親希望自己能先振作，才接她一起生活的解釋，最終能夠釋懷。 | 全劇  |
| 黃鈺晅 | 林雨菁 | 年幼時期的林雨菁。 | 2,6   |
| 張書豪 | 張福海 | 17歲，暱稱阿海，就讀大同高中，是校內管樂組成員，吹奏薩克斯風，住在臺灣東北角海岸，家開水果雜貨店。初認識雨菁時，對這位雨天踏單車撞進他家店舖，卻祇找耳機戴上，進入了自己世界的「撞車女」感到好奇。 當知道與雨菁同校，注意到她下雨不帶雨傘及吹奏薩克斯風的造詣後，開始關注雨菁，也漸漸喜歡上她。每次下雨都會多帶雨傘給雨菁或是一起同行，後來因在記者前透露雨菁的經歷而與雨菁爭吵。當目睹雨菁被土石流淹埋的家園後，才感到自己太高估自己的能力，也低估了雨菁可怕的經歷。在雨菁認為自己再次被母親遺棄時，為拯救雨菁對人的信心，幾乎令他淹死於海浪中，但也因為這份付出，幫助雨菁漸漸走出了創傷後的傷痛。 | 全劇  |
| 張捷   | 周明晃 | 暱稱阿晃，管樂社鍵盤手，父母十年前因為救他而溺死了，阿晃因此常把游泳圈及童軍繩放在腰包。 | 1-4,6 |
| 柯淑勤 | 王小玲 | 林雨菁的親生母親，因為無法忍受丈夫的經濟環境，在菁菁小的時候就離家出走。在女兒家裡出事的時候回來，最初是抱著女兒成年後可領到的遺產及補償，作為改善自己生活為目的。當菁菁知道母親過著一團亂的人生後，便想幫助她，搬出去與她一起居住，令母親開始珍惜這份親情。在約好接雨菁一起同住的當天，她看到叔叔一家對雨菁的親切，也回看其他母親對自己子女的照顧，自覺現在的她無法給她更好的生活，決定離開現在的男朋友，待自己能改變自己的生活後才接回雨菁。 | 3-6   |
| 吳朋奉 | 林健文 | 林雨菁的叔叔，衝浪店東主，兼賣些煙火雜貨，家中除妻子外育有一兒。雨災中失去了母親及哥哥的他，把哥哥唯一的女兒菁菁視為家人，接回來一起居住。 | 全劇  |
| 謝瓊煖 | 李秀玲 | 林雨菁的嬸嬸，對雨菁視為家人般照顧，以體諒去開解雨菁的心情，以包容去緩和丈夫與雨菁的分歧。 | 全劇  |
| 蘇炳憲 | 老艾   | 管樂社教練，擅長吹薩克斯風。 | 1-4,6 |

### 其他角色
| 演員   | 角色   | 介紹           | 集數    |
| 劉瑞琪 | 陳美芳 | 海媽           | 1-3,5-6 |
| 丁強   | 張家鴻 | 海爸           | 1-3,5-6 |
| 沛莉   | 小慧   | 海姊           | 全劇    |
| 王滿嬌 | 阿嬤   | 菁嬤           | 1-3,5-6 |
| 游安順 | 劉正發 | 王小玲的男朋友 | 4-6     |
| 黃連煜 | 林健雄 | 菁爸           | 1-3,5-6 |
| 綠茶   | 陳英俊 | 管樂社社長     | 全劇    |
| 陳咨憲 | 芭樂   | 菁菁的堂弟     | 1-2,4-6 |
| 蘇笠汶 | 安琪   | 正妹三人團     | 3-6     |
| 范意翔 | 涵涵   | 正妹三人團     | 3-6     |
| 高靖榕 | 小雅   | 正妹三人團     | 3-6     |

### 客串演員
| 演員                             | 介紹                                                       | 集數 |
| 吳建豪                           | 阿晃的表哥，心靈治療師                                     | 2    |
| 陳思蓉                           | 阿珠阿姨，菁菁叔叔家的鄰居                                 | 1    |
| 黃鵬誠                           | 胖團員                                                     | 1-6  |
| 陳謙文                           | 高團員                                                     | 1-6  |
| 徐偉翔                           | 瘦團員                                                     | 1-6  |
| 黃仲平                           | 矮團員                                                     | 1-6  |
| 趙路得                           | 女團員                                                     | 2-6  |
| 蔡沛璇                           | 小學老師                                                   | 2    |
| 劉又榕                           | 新聞主播                                                   |      |
| 蔡雨婷                           | 漂流木大學生                                               |      |
| 陳柏翔                           | 招生活動小丑                                               |      |
|                                  | 回教徒攤販                                                 | 4-6  |
| 周仲妤                           | 買水果客人甲                                               | 1    |
| 周毅錦                           | 買水果客人乙                                               | 1    |
| 吳芮甄                           | 高雄高中同學，在雨菁轉學前曾一起去參加Super Junior的簽唱會 | 1    |
| 陳明潔                           | 高雄高中同學，在雨菁轉學前曾一起去參加Super Junior的簽唱會 | 1    |
| 北市私立大同高中學生(馬浩鈞等人) | 高中學生群                                                 |      |

## 首播收視排名
- 第一集：全國77名
- 第二集：全國41名
- 第三集：全國40名
- 第四集：全國36名
- 第五集：全國28名
- 第六集：全國16名
- 幕後特輯：全國53名[1]

## 獎項紀錄
| 年份   | 頒獎典禮     | 獎項                     | 入圍者                       | 結果 |
| ------ | ------------ | ------------------------ | ---------------------------- | ---- |
| 2010年 | 第45屆金鐘獎 | 戲劇節目導播(演)獎       | 陳慧翎                       | 獲獎 |
| 2010年 | 第45屆金鐘獎 | 行銷廣告獎（頻道廣告類） | 那年，雨不停國               | 獲獎 |
| 2010年 | 第45屆金鐘獎 | 戲劇節目獎               | 那年，雨不停國               | 提名 |
| 2010年 | 第45屆金鐘獎 | 戲劇節目最佳女主角獎     | 簡嫚書                       | 提名 |
| 2010年 | 第45屆金鐘獎 | 戲劇節目最佳女配角獎     | 柯淑勤                       | 提名 |
| 2010年 | 第45屆金鐘獎 | 戲劇節目編劇獎           | 夏康真、巫知諭、趙荃、李懿芳 | 提名 |

## 製作團隊
《那年，雨不停國》製作團隊與《下一站，幸福》相同，故兩劇有多位共同演員。

### 主要成員
- 監製：丁曉菁
- 督導：於蓓華
- 製作人：吳建豪、洪天祥、涂百鋒
- 導演：陳慧翎
- 製片統籌：夏康真
- 編劇：巫知諭、李懿芳、趙荃
- 副導：余慧君
- 場記：蔡雨婷
- 製片/執行製作：周毅銓
- 攝影：陳國隆
- 剪接：陳博文
- 行銷：潘怡豪
- 製作協調：趙荃、巫知諭
- 後製導演：余慧君

## 拍攝地點

### 臺北市
- 臺北市私立大同高中
- 二二八和平紀念公園
- 西門町
- 延平南路清真黃牛肉麵館
- 功學社復興店

### 新北市
- 貢寮舊橋
- 貢寮老街
- 永和溪洲市場
- 縣道102號
- 鄉道北34線
- 臺鐵四脚亭車站
- 臺鐵侯硐車站

### 宜蘭縣
- 員山榮民醫院（宜蘭縣員山鄉榮民員山分院）
- 大溪蜘蛛衝浪俱樂部（宜蘭縣頭城鎮）
- 臺鐵外澳車站

### 其他
- 高雄縣甲仙鄉小林村
- 三貂角燈塔

## 原聲帶
1. Open(配樂)
2. Rush memory(配樂)
3. Father's song -Piano solo(配樂)
4. Leaving(配樂)
5. 蛋堡-雨沒停過(片頭曲)
6. 林依霖-好想(插曲)
7. Tizzy Bac-呵愛(插曲)
8. 洪天祥-千風之歌(片尾曲)

## 外部連結
- 官方网站－公視（繁體中文）
- 互联网电影数据库（IMDb）上《那年，雨不停國》的资料（英文）

| 臺灣 公視主頻 每週六 21:00 - 23:00      | 臺灣 公視主頻 每週六 21:00 - 23:00              | 臺灣 公視主頻 每週六 21:00 - 23:00 |
| --------------------------------------- | ----------------------------------------------- | ---------------------------------- |
|                                         | 那年，雨不停國 （2010年5月15日－2010年5月29日） |                                    |
| 搖滾保母 （2010年5月1日－2010年5月8日） | 週末電影院                                      |                                    |

| 臺灣 八大戲劇台 每週六至週日 20:00 - 22:00              | 臺灣 八大戲劇台 每週六至週日 20:00 - 22:00      | 臺灣 八大戲劇台 每週六至週日 20:00 - 22:00 |
| ------------------------------------------------------- | ----------------------------------------------- | ------------------------------------------ |
|                                                         | 那年，雨不停國 （2017年8月20日－2017年8月27日） |                                            |
| 植劇場：五味八珍的歲月 （2017年7月15日－2017年8月19日） | 麻醉風暴 （2017年9月2日－2017年9月9日）         |                                            |

| 臺灣 民視無線台 每週日 22:00 - 24:00        | 臺灣 民視無線台 每週日 22:00 - 24:00                                                             | 臺灣 民視無線台 每週日 22:00 - 24:00 |
| ------------------------------------------- | ------------------------------------------------------------------------------------------------ | ------------------------------------ |
|                                             | 那年，雨不停國 （2017年12月24日－2018年1月28日）                                                 |                                      |
| 麻醉風暴 （2017年11月19日－2017年12月17日） | 人生劇展 水源地（2018年2月4日） 湊陣（2018年2月11日） 起鼓·出獅 （2018年2月18日－2018年3月11日） |                                      |